# Juan Delgado (Fußballspieler, 1993)
Juan Antonio Delgado Baeza (* 5. März 1993 in Chillán) ist ein chilenischer Fußballspieler, der als Rechtsverteidiger agiert. Seit 2014 ist Delgado Nationalspieler Chiles.

## Karriere

### Verein
Juan Delgado gab sein erstes Debüt für CSD Colo-Colo im Alter von 17 Jahren während der Apertura 2011. Nachdem er fast zwei Jahre hauptsächlich in der B-Mannschaft gespielt hatte, wurde Delgado unter Trainer Héctor Tapia in der Profimannschaft Stammspieler. Sein erster Erfolg war ein Tor beim 3:2-Sieg gegen den Erzrivalen Universidad de Chile. Beim Titelgewinn in der Clausura 2014 kam der Rechtsverteidiger auf 14 Einsätze bei zwei Toren. Bei seinem zweiten Meistertitel mit Colo-Colo in der Apertura 2015 kam Delgado auf neun Einsätze und ein Tor.
Im August 2016 unterschrieb Delgado einen Vierjahresvertrag beim spanischen Zweitligisten Gimnàstic de Tarragona. Im Januar 2018 ging er auf Leihbasis zum portugiesischen Zweitligisten CD Tondela. Nach der erfolgreichen Zeit in Portugal verpflichtete ihn der mexikanische Klub Club Necaxa. Im Juli 2021 bekam Delgado die Chance, nach Europa zurückzukehren und wechselte zu Paços de Ferreira, mit denen er in der neu geschaffenen UEFA Europa Conference League spielte. Dort scheiterte der Klub in der Play-off-Runde an Tottenham Hotspur. In der Folgesaison stieg Delgado mit Paços de Ferreira aus der Primeira Liga ab.
Im Sommer 2023 wechselte er nach England zu Aufsteiger Sheffield Wednesday in die EFL Championship.

### Nationalmannschaft
Juan Delgado wurde von Trainer Claudio Vias für die U-20 Chiles für die Teilnahme am Turnier von Toulon 2014 nominiert. Delgado, der in allen vier Partien eingesetzt wurde und beim 3:3 gegen China die zwischenzeitliche 3:1-Führung erzielte, schied mit Chile nach zwei Niederlagen und zwei Unentschieden in der Gruppenphase aus.
Für Chile absolvierte Delgado sein Debüt beim Freundschaftsspiel am 6. September 2014 gegen Mexiko, als er beim 0:0-Unentschieden seines Teams fünf Minuten vor Spielende für Alexis Sánchez eingewechselt wurde. Nur drei Tage später erzielte Delgado beim 1:0-Erfolg über Haiti seinen ersten und bislang einzigen Länderspieltreffer. Nach weiteren Freundschaftsspieleinsätzen bis Januar 2015 wurde er erst wieder fast acht Jahre später für Chile eingesetzt. Im September 2022 spielte er über die volle Spielzeit gegen Marokko.

## Erfolge
Colo-Colo
- Chilenischer Meister (2): 2013/14-C, 2015/16-A

Gimnàstic de Tarragona
- Copa Catalunya: 2016/17